# Cabaret Voltaire
Cabaret Voltaire — британский музыкальный коллектив, созданный в городе Шеффилд в 1973 году, в составе которого участвовали Ричард Кирк, Стивен Мэллиндер и Крис Уотсон; одна из наиболее плодовитых и новаторских команд эры постпанка, основоположники жанра индастриал и его ответвлений: индастриал-дэнса и индастриал-техно.

## История
Ранние выступления Cabaret Voltaire представляли собой перформансы, созданные под влиянием дадаизма. Позже Cabaret Voltaire развилась в одну из самых плодовитых и значимых групп электронной сцены Англии, смешивая поп-музыку с танцевальной, техно, даб-хаусом и экспериментальной электроникой.

## Состав
- Стивен Мэллиндер (Stephen Mallinder) — вокал, бас
- Ричард Х. Кирк (Richard H. Kirk) — гитары, клавиши, магнитофонные плёнки
- Крис Уотсон (Chris Watson) — клавиши, магнитофонные плёнки (в группе до 1981 г.)

## Дискография

### Студийные альбомы
- Mix-Up (23 октября, 1979)
- The Voice of America (Июль,1980)
- Red Mecca (Сентябрь, 1981)
- 2x45 (Май, 1982)
- The Crackdown (Август, 1983)
- Johnny Yesno[2] (OST, Ноябрь, 1983)
- Micro-Phonies (November 1984)
- The Covenant, The Sword and the Arm of the Lord (October 1985)
- C O D E (October 1987)
- Groovy, Laidback and Nasty (June 1990)
- Body and Soul (Март, 1991)
- Plasticity (Октябрь, 1992)
- International Language (8 октября, 1993)
- The Conversation (Июль 1994)
- Shadow of Fear (20 ноября, 2020)
- Shadow of Funk (26 февраля, 2021)